# Испанско-камерунские отношения
Испанско-камерунские отношения — двусторонние дипломатические отношения между этими двумя странами. Камерун имеет посольство в Мадриде. Испания имеет посольство в Яунде.

## Дипломатические отношения
С момента открытия посольства в Яунде прошло более 50 лет, и с тех пор наши отношения углубляются в различных областях. Политические отношения были конкретизированы в Меморандуме о взаимопонимании относительно политических консультаций от апреля 2009 года, подписанном обоими министрами во время визита MINREX в Мадрид.
Впоследствии были подписаны два двусторонних соглашения:
- Конвенция о борьбе с преступностью в январе 2011 года.
- Соглашение о воздушном сотрудничестве от ноября 2012 года.

Испания продолжает проявлять готовность активно участвовать в укреплении безопасности в Гвинейском заливе как на общем уровне ООН, так и на уровне ЕС (Программа Комиссии по критическим морским маршрутам). На двустороннем уровне с 2011 года они проводили учения с патрульными камерунского флота: Sentinel с 17 по 24 марта и Huntress с 31 октября по 3 ноября. С 6 по 9 марта 2012 года патрульный-победитель сделал это как вклад Плана оборонной дипломатии в План для Африки, а с 6 по 8 января 2013 года — Молнию, а с 29 марта по 2 апреля 2014 года — Инфанта Елена.

## Экономические отношения
Торговый баланс Испании традиционно был дефицитным, поскольку Камерун является крупным поставщиком углеводородов. Камерун — 61-я страна-поставщик в Испании. Отрицательное сальдо было компенсировано в последние годы сокращением и последующей атонией внутреннего спроса в Испании. Однако возврат к исходной ситуации можно увидеть в расширенных данных за 2014 год: около 400 или 500 миллионов дефицитов в год.
Прогноз может измениться, если цена на нефть останется на уровне конца 2014 года. Поскольку Испания является основным продуктом, импортируемым Испанией, устойчивое снижение цен на нефть может снизить расходы на импорт.

## Сотрудничество
Камерун не является приоритетной страной в Генеральном плане сотрудничества Испании, поэтому в стране нет Управления по техническому сотрудничеству (TBT). До 2012 года открытый и постоянный конкурс (CAP) AECID и обычный и экстраординарный призыв к грантам для НПО были двумя основными инструментами сотрудничества в целях развития в Камеруне.
Наиболее важная часть сотрудничества в области развития осуществляется религиозными общинами, особенно в сфере здравоохранения и образования, а в последнее время — несколькими НПО. Оба иногда получают помощь от центральной администрации, в частности от автономий и местной администрации. Проект Красного Креста Испании, завершенный в 2012 году и финансируемый AECID для чадских беженцев, и особенно RCA, стал эталоном нашего сотрудничества.
В настоящее время существует проект в той же области, разработанный неправительственной организацией Red Deporte y Сотрудничество при финансовой поддержке AECID. Casa África продолжает увеличивать присутствие камерунцев в своих программах. С 2011 года это финансирование было значительно сокращено. Испанские НПО, базирующиеся в Камеруне, включают: Сеть спорта и сотрудничества, Zerca and Far, Globalmón, Medicus Mundi, Agermanament и CEIBA. Другие НПО финансируют проекты, особенно религиозные конгрегации, такие как Manos Unidas или PROCLADE.